# Meseta de Bombón
La Meseta de Bombón es una altiplanicie de la vertiente oriental de la Cordillera de los Andes en el centro del Perú, en el extremo oriental del Departamento de Junín y el Departamento de Pasco.  Situada al este de la Cordillera Occidental, consta de llanuras de gramíneas rodeadas de accidentadas montañas con lagunas y glaciales.
El nombre de bombón hace referencia a los antiguos habitantes de la región, los punpu; que corresponde a dos significados: palo húmedo; late el corazón.. En la Meseta de Bombón se encuentran las vicuñas (que son los auquénidos de los Andes centrales,    más pequeño de su tipo, de la lana más fina). 
Es importante tener encuentra esto pues estas mesetas están en casi todas las partes del Perú ya que hay variedad.
Siendo la segunda mas extensa del Perú después de la del Collao
- Lagos y lagunas Anexo:Lagos y lagunas del Perú

- Datos: Q6011365